# Only Built 4 Cuban Linx...
Only Built 4 Cuban Linx... è il primo disco solista di Raekwon.

## Il disco
Only Built 4 Cuban Linx... (abbreviato spesso come "OB4CL") è il primo disco nella storia del rap ad usare, nelle parti strumentali, gli strumenti della cultura italo-americana. Di conseguenza troviamo mandolini, archi e altri suoni raffinati. I testi sono coerenti con le basi e il Wu-Tang Clan si trasforma in una famiglia mafiosa. Ogni componente del gruppo adotta un nuovo nome. Per esempio, Masta Killa diventa Noodles, mentre RZA diventa Bobby Steels. A duettare in quasi tutte le tracce è Ghostface Killah, qui con lo pseudonimo di Tony Starks, il quale sfornerà un anno dopo il suo disco solista Ironman. In Only Built 4 Cuban Linx... compare per la prima volta Cappadonna, il decimo membro onorario della crew di New York. Lo stile di "OB4CL" sarà ripreso da artisti come Nas e Mobb Deep.

## Tracce
1. Striving For Perfection
2. Knuckleheadz
3. Knowledge God
4. Criminology
5. Incarcerated Scarfaces
6. Rainy Dayz
7. Guillotine (Swordz)
8. Can It Be All So Simple
9. Shark Niggas (Biters) (skit)
10. Ice Water
11. Glaciers Of Ice
12. Verbal Intercourse
13. Wisdom Body
14. Spot Rusherz
15. Ice Cream
16. Wu-Gambinos
17. Heaven & Hell
18. North Star (Jewels)

### Wu-Gambinos
"Wu-Gambinos" è il pezzo che meglio rappresenta Only Built 4 Cuban Linx.... Il beat, confezionato da RZA, è un pregevole mix di violini, pianoforti e batterie. La stessa atmosfera delle altre tracce, con un campionamento che ci rimanda a film come Il padrino. Nella track compaiono diversi nomi del Wu-Tang Clan: Method Man, Masta Killa, GhostFace Killah, RZA e ovviamente Raekwon. Tutti i 5 MC superano la prova a pieni voti. I più meritevoli sono probabilmente Method Man e Masta Killa. Il tema di "Wu-Gambinos" riguarda sempre la vita criminale e le pianificazioni contro la legge. L'introduzione è un vero dialogo tra i vari elementi del gruppo e vengono citati tutti i nickname del Wu-Tang Clan versione mafia.